# Zdzisław Pietras
Zdzisław Stanisław Pietras (ur. 27 października 1927 w Dębieńsku Wielkim, zm. 25 czerwca 1979 w Katowicach) – polski prozaik.
Ukończył liceum ogólnokształcące. W latach 1949–1955 pracował w przemyśle. Debiutował jako prozaik na łamach czasopisma „Gość Niedzielny” w 1955 roku. Od 1955 był pracownikiem Stowarzyszenia „Pax”.

## Twórczość wybrana
- Bolesław Krzywousty
- Całym sercem
- Ćmy
- Dlaczego zamilkłeś
- Dziewczyna z bukowego parku
- Kazimierz Odnowiciel
- Legnica 1241
- Mieszko II 990–1034
- Monika
- Nadzieja
- Obrona Niemczy 1017
- Sprawiedliwy z Wrocławia
- Ula i ty, Bernardzie
- Włodko z Brzeziewa
- Wolni i swawolni
- Z głębiny